# 길보아산

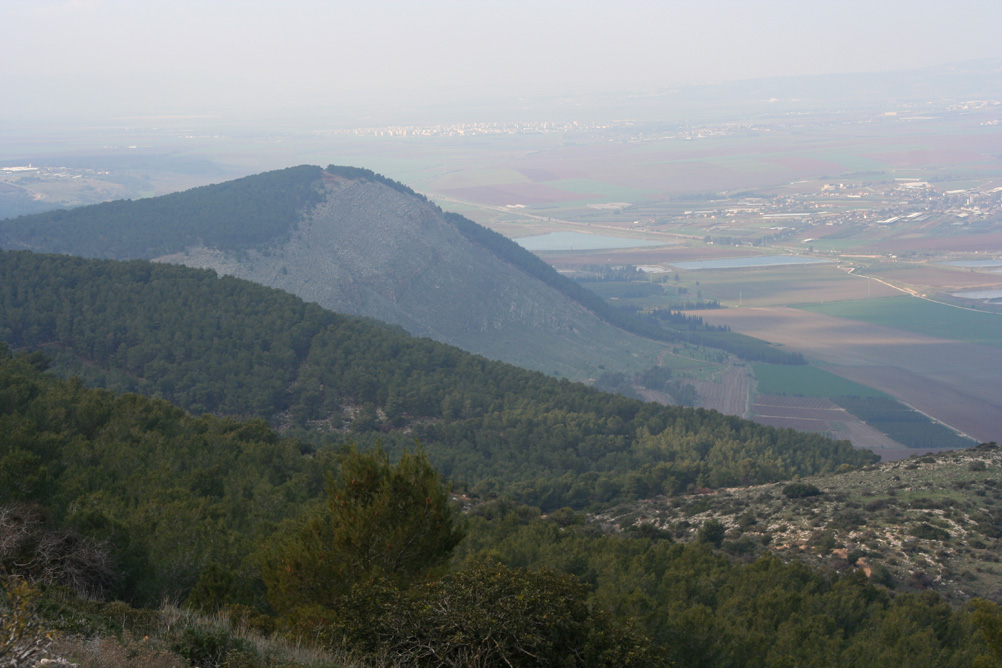
길보아산

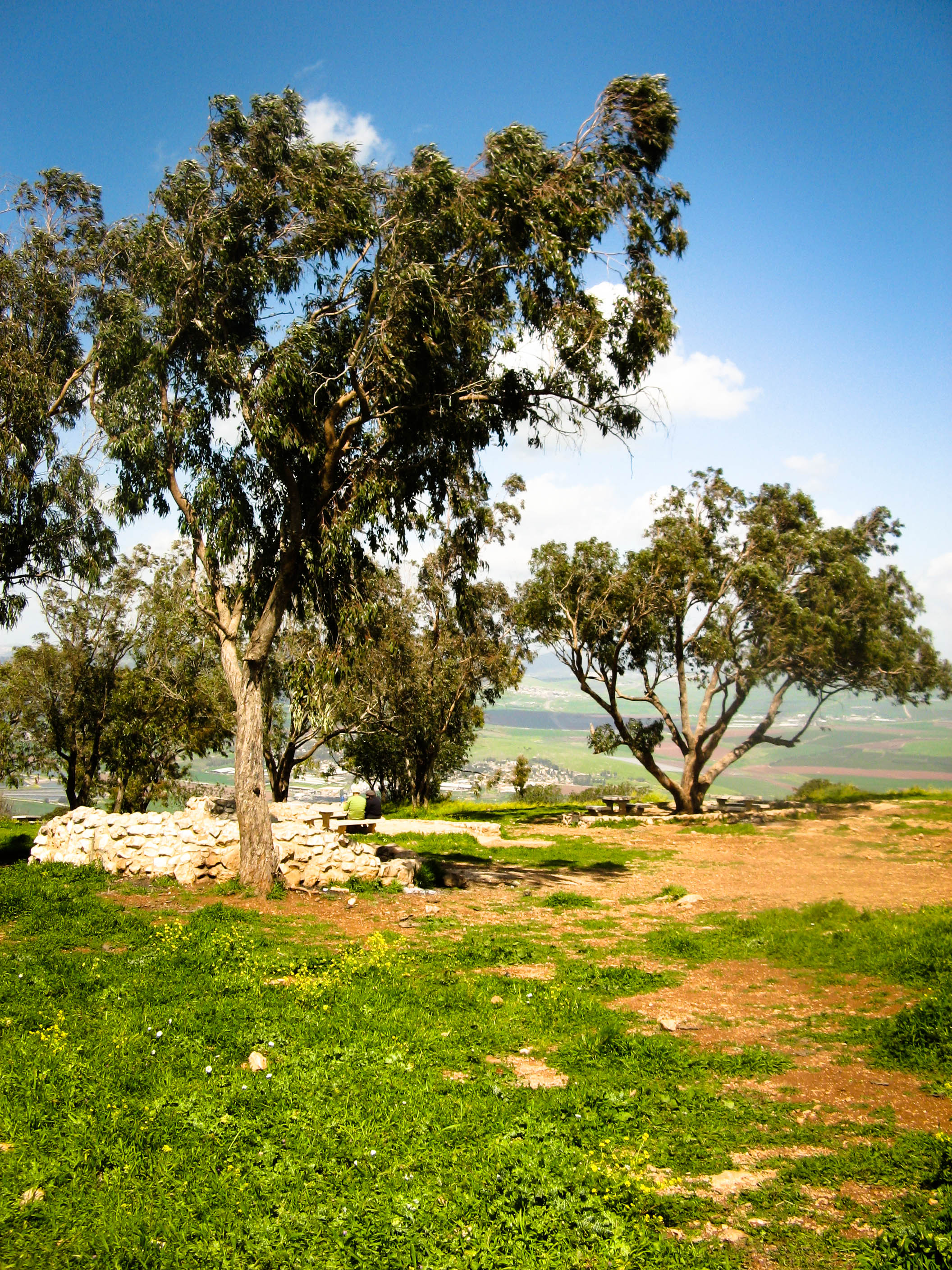
길보아산의 풍경

길보아산(히브리어: הַר הַגִּלְבֹּעַ, הר הגלבוע; 아랍어: جبل جلبوع 또는 جبل فقوعة)은 때때로 겔보산이라고 불린다. 북쪽으로는 이스르엘 계곡을, 남동쪽으로는 요르단 계곡, 서쪽으로는 언덕을 내려다보는 산맥이다.

## 어원

### 길보아
히브리어 이름인 길보아는 끓는 샘, 부글부글 끓는 샘, 휘젓는 웅덩이, 바위에서 터지는 물이라는 뜻이다.

## 성경
히브리어 성경에서 이스라엘 왕국의 초대 왕 사울은 길보아산에서 블레셋 인들을 향해 전투를 지휘했다. 전투는 사울 왕이 자기 칼에 죽고, 사울의 아들들인 요나단, 아비나답, 멜기수아가 전사하는 것으로 끝난다. 전투 후 비극에 대해 들은 다윗 왕은 산을 저주한다.
길보아산들아 너희 위에 이슬과 비가 내리지 아니하며 제물 낼 밭도 없을지어다 거기서 두 용사의 방패가 버린 바 됨이니라 곧 사울의 방패가 기름 부음을 받지 아니함 같이 됨이로다.

## 역사
1183년 십자군 예루살렘 왕국 군대와 술탄 살라딘 사이의 소규모 전투가 길보아 산기슭에서 벌어졌다.
1260년 아인잘루트 전투는 길보아 산기슭에서 벌어졌다고 한다. 이 전투에서의 몽골 제국에 대항한 무슬림 맘루크의 승리는 몽골 제국의 서쪽으로의 압박을 종식시켰고, 이슬람의 이집트 지배의 생존을 보장했다.

## 같이 보기
- 사울
- 이스르엘 계곡

### 현대
- 길보아 지역의회
- 마알레 길보아 - 길보아산의 종교적인 키부츠
- 말키쉬와 - 길보아산의 약물 재활 센터
- 메이라브 - 길보아산의 종교적인 키부츠